# Garfield (film, 2004)
A Garfield (eredeti cím: Garfield: The Movie) 2004-ben bemutatott amerikai filmvígjáték, amely Jim Davis azonos című képregénysorozat alapján készült, aki producerként is részt vett a film elkészítésében. Az élőszereplős játékfilm rendezője Peter Hewitt, a forgatókönyvet Joel Cohen és Alec Sokolow írta, zenéjét Christophe Beck és Tim Boland szerezte. Garfield eredeti hangját Bill Murray kölcsönözte, egyéb fontosabb szerepekben Breckin Meyer és Jennifer Love Hewitt látható. A mozifilm a Davis Entertainment Company és a Paws Inc. gyártásában készült, a 20th Century Fox forgalmazta.
Amerikában 2004. június 11-én, Magyarországon 2004. augusztus 26-án mutatták be a mozikban.

## Cselekmény
Garfield a lusta, kövér és egocentrikus házi macska Jon egyetlen kis kedvence. De egy napon megérkezik a házhoz Odie a kutya, akit barátnőjétől Liztől az állatorvostól kap ajándékba. Garfield nehezen barátkozik meg Odie-val, de aztán végtére összes napolódnak. Egyszer az egyik rendezvényen kutyaversenyt indítanak és Odie nyeri meg. Egy gonosz TV-s vállalkozónak Happy Chapman-nak megtetszik a kiskutya és eldönti hogy megszerzi. Odie egy este elszökik egy autó után és nem talál haza. Egy néni befogadja éjszakára. Reggel megérkezik a TV-s és elviszi Odie-t (reklámot akar vele csinálni). Garfield TV-nézés közben észreveszi barátját egy reklámban. Elhatározza, hogy felkeresi és megmenti Odie-t. Útközben a városban mindenféle kalandon megy keresztül Garfield. Eközben Jon is elindul kis kedvencei keresésére. A gonosz TV-s lelépni készül Odie-val, de ekkor megjelenik Jon liz és Garfield megmentik Odie-t.

## Szereplők
| Élőszereplő             | Színész                   | Magyar hang          |
| ----------------------- | ------------------------- | -------------------- |
| Jon Arbuckle            | Breckin Meyer             | Hevér Gábor          |
| Dr. Liz Wilson          | Jennifer Love Hewitt      | Györgyi Anna         |
| Happy Chapman           | Stephen Tobolowsky        | Benedek Miklós       |
| Wendell                 | Evan Arnold               | Czvetkó Sándor       |
| Christopher Mello       | Mark Christopher Lawrence | ifj. Jászai László   |
| Kutya-show házigazdája  | Daamen J. Krall           | Orosz István         |
| Mrs. Baker              | Eve Brent                 | Bókai Mária          |
| Hopkins, a sintér       | Michael Monks             | Csík Csaba Krisztián |
| Biztonsági őr           | Mel Rodriguez             | Kapácsy Miklós       |
| Frank                   | Joseph Edward Taylor      | Bolla Róbert         |
| Larry                   | John F. Schaffer          | N/A                  |
| Mrs. Ace Hardware       | Vanessa Christelle        | N/A                  |
| Animált szereplő        | Eredeti hang              | Magyar hang          |
| Garfield                | Bill Murray               | Till Attila          |
| Louis                   | Nick Cannon               | Bolba Tamás          |
| Arlene                  | Debra Messing             | Kovács Nóra          |
| Nermal                  | David Eigenberg           | Kálloy Molnár Péter  |
| Csini Mini / Sir Roland | Alan Cumming              | Seder Gábor          |
| Luca                    | Brad Garrett              | Ujlaki Dénes         |
| Spanky                  | Jimmy Kimmel              | Lázár Sándor         |
| Patkány apuka           | Richard Kind              | N/A                  |
| Patkány anyuka          | Debra Jo Rupp             | N/A                  |